# Giulio Cesare (film 1953)
Giulio Cesare (Julius Caesar) è un film del 1953 diretto da Joseph L. Mankiewicz, con Marlon Brando, James Mason, John Gielgud e Louis Calhern, primo adattamento cinematografico dell'omonima tragedia di William Shakespeare.
Mankiewicz fu il primo a trasporre per il cinema la celebre tragedia di Shakespeare, ottenendo nel 1954 l'Oscar per la migliore scenografia e altre 4 candidature. Nel cast ricco di grandi attori affermati, brillò di una luce tutta sua il giovane Marlon Brando nel ruolo di Marco Antonio all'interno del film.

## Trama
(Artemidoro)
L'azione si svolge principalmente a Roma, poi, nel finale, a Sardi e Filippi, in Grecia.
Bruto, i cui antenati sono celebri per aver cacciato da Roma Tarquinio il Superbo (il fatto è descritto ne Lo stupro di Lucrezia), è il figlio adottivo di Giulio Cesare. Egli si lascia convincere ad entrare in una cospirazione, ordita da alcuni senatori romani tra cui Cassio, per impedire che Cesare trasformi la Repubblica romana in una monarchia.
Cesare, tornato a Roma dopo la campagna d'Egitto, incontra un indovino che lo avvisa di guardarsi dalle idi di marzo, ma egli ignora l'avvertimento, e verrà assassinato proprio nel giorno predetto. Subito dopo la morte di Cesare un altro personaggio compare come amico di Cesare: si tratta di Marco Antonio che, tramite il celeberrimo discorso Amici, Romani, cittadini, datemi ascolto, muove l'opinione pubblica contro gli assassini di Cesare.
Ucciso Cesare, Bruto attacca Cassio, accusandolo di regicidio in cambio di denaro; i due in seguito si riconciliano, ma mentre entrambi si preparano alla guerra contro Marco Antonio e Ottaviano, lo spettro di Cesare appare in sogno a Bruto, annunciandogli la sua prossima sconfitta ("Ci rivedremo a Filippi" - atto IV, scena III). Infatti la battaglia volge a sfavore dei cospiratori, e pertanto sia Bruto che Cassio decidono di suicidarsi piuttosto che essere fatti prigionieri.
Nel finale Marco Antonio, dinanzi alla salma di Bruto, ne loda l'onestà e lo discolpa perché non uccise per odio, ma per amor di patria, e termina con la bellissima frase: La sua vita fu onesta e così piena delle sue qualità che la natura potrebbe alzarsi e dire all'universo: "Questi era un uomo!"

## Personaggi e interpreti

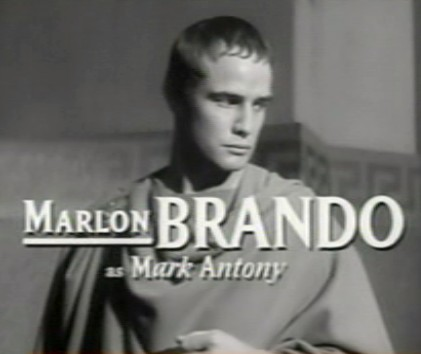
Marlon Brando interpreta Marco Antonio, triumviro dopo la morte di Cesare.
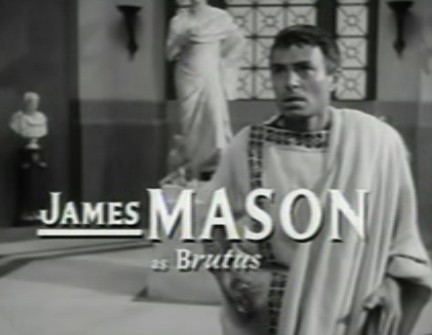
James Mason interpreta Bruto, cospiratore.
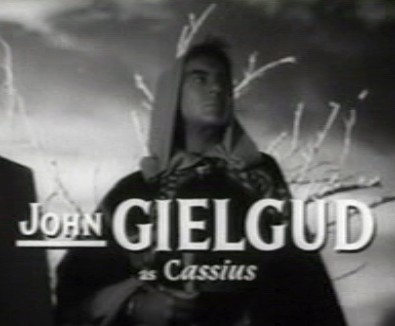
John Gielgud interpreta Cassio, cospiratore.
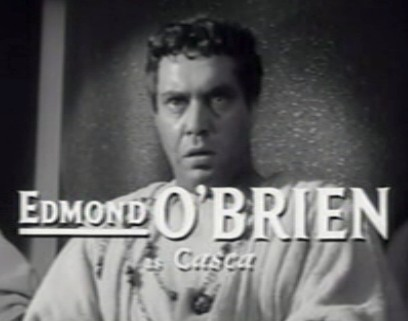
Edmond O'Brien interpreta Casca, cospiratore.
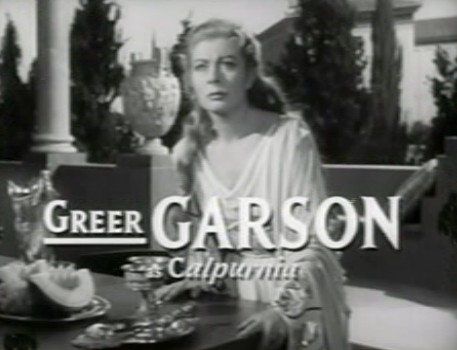
Greer Garson interpreta Calpurnia, moglie di Cesare.
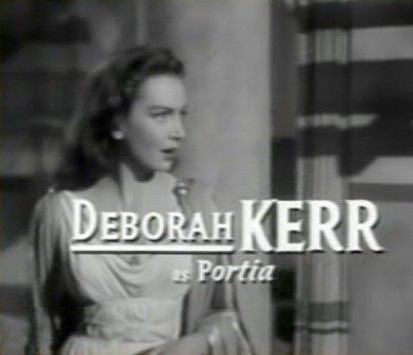
Deborah Kerr interpreta Porzia, moglie di Bruto.

## Produzione
La casa di produzione MGM, visto il grande successo del film Enrico V diretto da Laurence Olivier, voleva un nuovo testo teatrale da portare sul grande schermo.
Inizialmente si pensava di produrre il film in Italia ma poi le riprese avvennero a Los Angeles utilizzando parte dei set del kolossal Quo vadis. Anche per evitare confronti con questo film si decise di girare il film in bianco e nero e non a colori. 
L'italiano Pier Maria Pasinetti, al tempo professore all'UCLA, venne chiamato come consulente.

## Riconoscimenti
- 1954 - Premio Oscar
  - Migliore scenografia a Cedric Gibbons, Edward C. Carfagno, Edwin B. Willis e Hugh Hunt
  - Candidatura al miglior film a John Houseman
  - Candidatura al miglior attore protagonista a Marlon Brando
  - Candidatura al migliore fotografia a Joseph Ruttenberg
  - Candidatura al miglior colonna sonora a Miklos Rozsa
- 1954 - Premio BAFTA
  - Miglior attore britannico a John Gielgud
  - Miglior attore internazionale a Marlon Brando
  - Candidatura al Miglior film
- 1953 - National Board of Review Award
  - Miglior film
  - Miglior attore protagonista a James Mason
- 1953 - Festival del film Locarno
  - Premio della Giuria internazionale della critica